# Mariette Désert
Mariette Désert (* 20. Jahrhundert) ist eine französische Drehbuchautorin.

## Leben
Mariette Désert wurde an der Filmhochschule La Fémis zur Drehbuchautorin ausgebildet. Nach ihrem Diplom 2004 schrieb sie einige Kurzfilme. Für das Drama Die unerschütterliche Liebe der Suzanne wurde sie zusammen mit Regisseurin Katell Quillévéré für den César für das Beste Originaldrehbuch nominiert. Ihr Schaffen umfasst mehr als 20 Produktionen.

## Filmografie (Auswahl)
- 2010: Ein starkes Gift (Un poison violent)
- 2010: Memory Lane
- 2013: Die unerschütterliche Liebe der Suzanne (Suzanne)
- 2014: Mercuriales
- 2015: Dieses Sommergefühl (Ce sentiment de l’été)
- 2018: Jessica Forever
- 2019: Les particules
- 2022: Passagiere der Nacht (Les passagers de la nuit)